# Crateritheca insignis
Crateritheca insignis är en nässeldjursart som först beskrevs av Thompson 1879.  Crateritheca insignis ingår i släktet Crateritheca och familjen Sertulariidae. Inga underarter finns listade i Catalogue of Life.